# 因德涅-茹瓦布蘭大區
6°44′N 3°29′W / 6.733°N 3.483°W
因德涅-茹瓦布蘭大區（法語：Indénié-Djuablin），是科特迪瓦的31個大區之一，位於該國東南部，由科莫埃區負責管轄，首府設於阿本古魯，始建於2011年，面積6,919平方公里，2014年人口560,432，人口密度每平方公里81人。